# Prêmio Angelo Agostini de melhor fanzine
Fanzine é uma das categorias do Prêmio Angelo Agostini, premiação brasileira dedicada aos quadrinhos que é realizada pela Associação dos Quadrinhistas e Caricaturistas do Estado de São Paulo (AQC-ESP) desde 1985.

## História
A categoria de melhor fanzine faz parte do Prêmio Angelo Agostini desde sua nona edição, em 1993. São elegíveis a esta categoria os fanzines que tragam informações, notícias, resenhas ou notas sobre quadrinhos (as revistas em quadrinhos independentes permaneceram sendo votadas na categoria de melhor lançamento). Os vencedores são escolhidos por voto aberto para todos interessados, sejam profissionais ou leitores.
A partir da edição de 2006, o envio das cédulas com os votos, que até então podia ser feita apenas pelo correio, passou a também ocorrer por e-mail. Uma nova mudança foi realizada na edição de 2013: os votos passaram a ser feitos diretamente no blog oficial da AQC-ESP, o que resultou em um grande aumento no número de votos (14.937 nesta edição contra um total que dificilmente passava de 500 nas anteriores).
Na edição de 2019, o prêmio teve pela primeira vez uma relação de indicados em cada categoria (até o ano anterior, a cédula de votação não trazia indicação de nomes, cabendo a cada votante escrever seu escolhido). A comissão organizadora do prêmio convidou diversos profissionais da área para a seleção dos indicados.
Devido à pandemia de COVID-19, o 36.º Prêmio Angelo Agostini, que deveria ter ocorrido em 2020, foi realizado em janeiro de 2021. Esse problema se manteve na edição seguinte, focada na produção de quadrinhos de 2020, mas que teve sua votação, em caráter de emergência, realizada no início de 2022. O cronograma foi regularizado ainda em 2022 com a realização da 38.ª edição do prêmio no segundo semestre.

## Vencedores
| Ano  | Vencedores                                                                         | Outros indicados | Notas                    |
| ---- | ---------------------------------------------------------------------------------- | --- | ------------------------ |
| 1993 | Panacea José Mauro Kazi                                                            | Votação aberta, sem lista de indicados | [ 1 ] [ 2 ] [ 9 ]        |
| 1994 | Panacea José Mauro Kazi                                                            | Votação aberta, sem lista de indicados | [ 10 ]                   |
| 1995 | Marvel News Thiago Gardinali                                                       | Votação aberta, sem lista de indicados | [ 11 ]                   |
| 1996 | Informativo de Quadrinhos Independentes Edgard Guimarães                           | Votação aberta, sem lista de indicados | [ 12 ]                   |
| 1997 | Informativo de Quadrinhos Independentes Edgard Guimarães                           | Votação aberta, sem lista de indicados | [ 13 ]                   |
| 1998 | Informativo de Quadrinhos Independentes Edgard Guimarães                           | Votação aberta, sem lista de indicados | [ 14 ]                   |
| 1999 | Mocinhos & Bandidos Diamantino da Silva                                            | Votação aberta, sem lista de indicados | [ 15 ]                   |
| 2000 | Quadrinhos Independentes Edgard Guimarães                                          | Votação aberta, sem lista de indicados | [ 16 ]                   |
| 2001 | Quadrinhos Independentes Edgard Guimarães                                          | Votação aberta, sem lista de indicados | [ 17 ]                   |
| 2002 | Quadrinhos Independentes Edgard Guimarães                                          | Votação aberta, sem lista de indicados | [ 18 ]                   |
| 2003 | Quadrinhos Independentes Edgard Guimarães                                          | Votação aberta, sem lista de indicados | [ 19 ]                   |
| 2004 | Quadrinhos Independentes Edgard Guimarães                                          | Votação aberta, sem lista de indicados | [ 20 ]                   |
| 2005 | Quadrinhos Independentes Edgard Guimarães                                          | Votação aberta, sem lista de indicados | [ 21 ]                   |
| 2006 | Quadrinhos Independentes Edgard Guimarães                                          | Votação aberta, sem lista de indicados | [ 22 ]                   |
| 2007 | Justiça Eterna Sergio Chaves                                                       | Votação aberta, sem lista de indicados | [ 23 ]                   |
| 2008 | Justiça Eterna Sergio Chaves                                                       | Votação aberta, sem lista de indicados | [ 24 ]                   |
| 2009 | Quadrinhos Independentes Edgard Guimarães                                          | Votação aberta, sem lista de indicados | [ 25 ]                   |
| 2010 | QI Edgard Guimarães                                                                | Votação aberta, sem lista de indicados | [ 26 ]                   |
| 2011 | QI Edgard Guimarães                                                                | Votação aberta, sem lista de indicados | [ 27 ]                   |
| 2012 | Miséria Coletivo Miséria                                                           | Votação aberta, sem lista de indicados | [ 28 ]                   |
| 2013 | Quadrante Sul Grupo Quadrante Sul                                                  | Votação aberta, sem lista de indicados | [ 5 ]                    |
| 2014 | Quadrinhos Ácidos Pedro Leite                                                      | Votação aberta, sem lista de indicados | [ 29 ]                   |
| 2015 | 3ADFZPA: Terceiro Anuário de Fanzines, Zines e Publicações Alternativas Ugra Press | Votação aberta, sem lista de indicados | [ 30 ]                   |
| 2016 | Peibê Beralto / IFF Macaé                                                          | Votação aberta, sem lista de indicados | [ 31 ]                   |
| 2017 | Café Ilustrado Thina Curtis e Fabi Menassi                                         | Votação aberta, sem lista de indicados | [ 32 ]                   |
| 2018 | Tchê Denilson Rosa dos Reis                                                        | Votação aberta, sem lista de indicados | [ 33 ]                   |
| 2019 | Credo (que delícia) Rebeca Prado                                                   | - Akelatriz (Cora Rufino) - Asfixiofilia (Felipe Nunes) - Cabal 10 (Clodoaldo Cruz) - CatZine (Fafá Jaepelt) - Múltiplo (André Carim) - O Puro Creme do Milho (Rodrigo Dias) - Peibê ano V nº 6 (Beralto) - Subúrbio (Floreal) - Zine Ninguém Comeu Meu Brócolis (Julhelena)                                                                         | [ 34 ] [ 35 ]            |
| 2020 | O Vigilante Rodoviário Paulo Kobielski                                             | - Animais Felizes e Gays (Ellie Irineu) - Anzine (Fanzinoteca IFF Macaé) - Belém 2019 (Emmanuel Thomaz) - Comer É um Ato Político (Iasmim Mozer e Sara Gaspar) - DRX (Coletivo Açaí Pesado) - O Mágico Se e o Caminho do Saber (Estúdio do Mágico Se) - Profecia (Jerry Adriani Souza) - Tchê 43 (Denilson Rosa dos Reis) - Zinemin (Paulo Corrales) | [ 36 ] [ 37 ] [ nota 1 ] |
| 2021 | Peibê nº 7 Fanzinoteca IFF Macaé                                                   | - AAAHHrte nº 20 (Agner Nyhyhwhw) - Deziro nº 0 (Manoel Dama) - E daí? (Guilherme Silveira) - Errare Humanum Est Zine (Mestre dos Magros - Gabriel Mira) - Gibilândia nº 7 (Roberto Guedes) - Múltiplo nº 50 (André Carim) - QI nº 165 (Edgard Guimarães) - Tchê nº 44 (Denilson Reis)                                                               | [ 38 ] [ 39 ] [ nota 1 ] |
| 2022 | Tchê nº 45 Denilson Reis                                                           | - AAAHHRTE!! nº 31 (Wagner Teixeira) - Autônomanão é Autônoma (Gabizine) - Dito, o Bendito nº 0 (Érico San Juan) - Gibilândia nº 13 (Roberto Guedes) - HQ Memories nº 1 (Luigi Rocco) - Juvenatrix nº 226 (Renato Rosatti) - Mundo Gibi nº 5 (Paulo Kobielski) - Porretinho nº 4 (Igor Villa) - Status Comics nº 5 (Roberto Guedes)                  | [ 8 ]                    |
| 2023 | Papo de Mulher: Almanaquezine de fotonovelas Danielle Barros (organizadora)        | - Alegoria #6 (Wilson Costa de Souza e Worney Almeida) - Café Crônico Prazer Temporário (Thina Curtis e Regi Munhoz) - Gibilândia #24 (Roberto Guedes) - KZulovo (Rennan Queiróz e Ciberpajé) - Maria Magazine #14 (Henrique Magalhães) - QI #178 (Edgard Guimarães) - Relógio (Valter do Carmo) - Tchê #46 (Denilson Reis)                          | [ 40 ]                   |